# Будимци
Будимци су насељено место у саставу општине Подгорач, у Осјечко-барањској жупанији, Република Хрватска.

## Историја
Будимци и Погановци су 1885. године бројани заједно у Даљском изборном срезу са својих 1540 душа.
Обновљена православна црква у месту је освећена 6. новембра 1894. године. Једноставни иконостас је осликао Стеван Ковачевић из Загреба. Тада је будимачки парох био поп Александар Поповић.
До територијалне реорганизације у Хрватској налазили су се у саставу старе општине Нашице.

## Други светски рат
Случај присилног покатоличења српског живља села Будимци код Нашица казује јасно како су и поред отпора, сви Срби најзад били покатоличени после више узастопних претњи свештеника Сидонија и свештеника Марића. И тек пошто су Срби из суседног села Погановци поклани зато што се нису хтели прекрстити, Срби из Будимаца су попустили.
О томе говори извештај објављен у „Карловачком листу“, гласилу Загребачке бискупије, у броју 38 из 1941. године на страни 451:
„Цело село Будимци прешло је у католичку цркву. Будимци су на граници загребачке и ђаковачке дијецезе близу Подгорача. У недељу 14. 9. на благдан узвишења Светог Крижа цијело је село с православља прешло у католичку цркву. У селу је основана жупа за 2.300 душа. Приправи за прелаз извршио је нашички отац Сидоније Шулц, тако да је дуже времена прелазнике подучавао у вјери. Обреду прелаза присуствовали су уз Шулца више других свећеника, те велики жупан жупе Барања из Осијека. Код банкета је у Задружном дому изречено више значајних говора с поклицима „Поглавнику и Хрватској“.

## Становништво
На попису становништва 2011. године, Будимци су имали 670 становника.

## Попис 1991.
На попису становништва 1991. године, насељено место Будимци је имало 880 становника, следећег националног састава:
| Попис 1991.‍  | Попис 1991.‍  | Попис 1991.‍ | Попис 1991.‍ | Попис 1991.‍ |
| ------------ | ------------ | ----------- | ----------- | ----------- |
|              |              |             |             |             |
| Срби         | Срби         |             | 735         | 83,52%      |
| Хрвати       | Хрвати       |             | 55          | 6,25%       |
| Југословени  | Југословени  |             | 49          | 5,56%       |
| Црногорци    | Црногорци    |             | 4           | 0,45%       |
| Муслимани    | Муслимани    |             | 3           | 0,34%       |
| Јевреји      | Јевреји      |             | 1           | 0,11%       |
| Мађари       | Мађари       |             | 1           | 0,11%       |
| Словаци      | Словаци      |             | 1           | 0,11%       |
| неопредељени | неопредељени |             | 10          | 1,13%       |
| непознато    | непознато    |             | 21          | 2,38%       |
| укупно: 880  |              |             |             |             |